# La Chaussée-Saint-Victor
La Chaussée-Saint-Victor ist eine französische Gemeinde im Département Loir-et-Cher in der Region Centre-Val de Loire. La Chaussée-Saint-Victor gehört zum Arrondissement Blois und zum Kanton Blois-2. Die 4488 Einwohner (Stand: 1. Januar 2022) werden Chausséens genannt.

## Geographie
Die Gemeinde ist eine Banlieue nordöstlich von Blois und liegt an der Loire zwischen Orléans und Tours. Das Loiretal hier ist als UNESCO-Welterbe ausgewiesen. Umgeben wird La Chaussée-Saint-Victor von den Nachbargemeinden Saint-Denis-sur-Loire im Norden und Nordosten, Vineuil im Süden und Osten sowie von Blois im Westen.
Durch die Gemeinde führt die frühere Route nationale 152.

## Geschichte
Der Name La Chaussée nimmt Bezug auf die alte Römerstraße, die durch den Ort führte.

### Bevölkerungsentwicklung
| Jahr      | 1962 | 1968 | 1975 | 1982 | 1990 | 1999 | 2006 | 2017 |
| Einwohner | 1994 | 2729 | 3035 | 3395 | 4036 | 4069 | 4046 | 4503 |

## Sehenswürdigkeiten
- Kirche Saint-Victor

## Gemeindepartnerschaft
Seit 1996 besteht mit der deutschen Gemeinde Ochtendung in Rheinland-Pfalz eine Partnerschaft.